# Vízirigó
A vízirigó vagy fehértorkú vízirigó (Cinclus cinclus) a madarak (Aves) osztályának a verébalakúak (Passeriformes) rendjébe, ezen belül a vízirigófélék (Cinclidae) családjába tartozó faj.
Norvégia nemzeti madara.

## Előfordulása
Az Alpok és a középhegységek gyors folyású patakjai és folyói mentén; Európában, Észak-Afrikában, Kis- és Közép-Ázsiában honos. Közép-Európa északi részén csak szórványosan fordul elő.

## Alfajai
- északi vízirigó (Cinclus cinclus cinclus) – Észak-Európa
- közép-európai vízirigó (Cinclus cinclus aquaticus) – Nyugat- és Közép-Európa
- angol vízirigó (Cinclus cinclus gularis) – Egyesült Királyság és Írország
- spanyol vízirigó (Cinclus cinclus hibernicus) – Spanyolország és Portugália
- ciprusi vízirigó (Cinclus cinclus olympicus) – Ciprus, kihalt
- kaukázusi vízirigó (Cinclus cinclus caucasicus) – Kaukázus
- perzsa vízirigó (Cinclus cinclus persicus)
- uráli vízirigó (Cinclus cinclus uralensis)
- bajkáli vízirigó (Cinclus cinclus baicalensis)
- kasmíri vízirigó (Cinclus cinclus cashmeriensis)
- Cinclus cinclus leucogaster
- Cinclus cinclus minor
- Cinclus cinclus przewalskii
- Cinclus cinclus rufiventris

## Megjelenése
Testhossza 18 centiméter, szárnyfesztávolsága 25–30 centiméter és testtömege 50–75 gramm. Tollazata a fején, hátul a nyakán és a hasán barna, szárnyán és hátán szürkésbarna, míg a torkán és hasán fehér.

## Életmódja
E madár tiszta vizű patakok és folyók mellett szeret élni. Tápláléka vízi rovarok, férgek, kis rákok és halak. A vízirigó alámerülve és a vízfolyás fenekén futva „arat” a víz alatti rovarok gazdag választékában. Sodrással szemben szárnyát használja evezőként; a hátára nehezedő áramlás nyomása tartja egyensúlyban. A vízirigó-fiókák hamarább tudnak úszni, mint repülni. A legidősebb meggyűrűzött madár 7 évet és 10 hónapot ért meg.

## Szaporodása
Az ivarérettséget egyéves kortól éri el. A költési időszak márciustól júliusig tart. Évente kétszer költ. Egy fészekaljban 4-5 fénylő, fehér tojás van, ezeken 12-18 napig kotlik. A fiatal madarak 20-24 nap után repülnek ki.
|  |  |

## Kárpát-medencei előfordulása
Magyarországon rendszeres fészkelő, nem vonuló faj.